# Виноградное (Ялта)
Виногра́дное (укр. Виноградне, крымскотат. Vinogradnoye, Виноградное) — посёлок городского типа / посёлок на южном берегу Крыма. Входит в городской округ Ялта (согласно административно-территориальному делению Украины — Ливадийский поселковый совет Ялтинского горсовета).

## Население
| 1979  | 1989  | 2001  | 2009  | 2010  | 2011  |
| ----- | ----- | ----- | ----- | ----- | ----- |
| 1472  | ↘868  | ↗1268 | ↗1328 | ↗1330 | ↗1357 |
| 2012  | 2013  | 2014  | 2016  |       |       |
| ↗1367 | ↗1377 | ↗1494 | ↗1508 |       |       |

Всеукраинская перепись 2001 года показала следующее распределение по носителям языка
| Язык             | Процент |
| ---------------- | ------- |
| русский          | 86,79   |
| украинский       | 7,21    |
| крымскотатарский | 3,21    |
| другие           | 0,52    |

## География
Расположен на северо-восточном склоне горы Могаби, фактически — западная окраина Ялты, отделённая автотрассой 35А-002 Симферополь — Ялта. Через посёлок проходит горная дорога 35К-020 Бахчисарай — Ялта (по украинской классификации — Т-0117), высота центра села над уровнем моря 171 м. Климат полностью аналогичен климату Ялты, но из-за разницы высот тут в среднем холоднее на 1 °С осенью и зимой, т.е. тогда когда температура морской воды выше, чем температура воздуха.

## История
В начале XX века Бухарский эмир Сеид-Абдул-Ахад-Хан построил в этой местности летний дворец и заложил парк (сейчас памятник садово-парковой архитектуры). В 1924 году дворец эмира реорганизован в санаторий Узбекистан.
Время образования посёлка пока точно не установлено, известно, что на 1960 год он уже существовал в составе Чеховского поссовета, как и на 1 января 1968 года, с 1971 года — посёлок городского типа, с 1977 года — в составе Ливадийского поссовета. С 12 февраля 1991 года селение в составе восстановленной Крымской АССР, 26 февраля 1992 года переименованной в Республику Крым. 18 марта 2014 года аннексирован Россией, с 5 июня 2014 года — в городском округе Ялта.